# Carmen Sallés y Barangueras
Carmen Sallés y Barangueras (Vic, 9 avril 1848 – Madrid, 25 juillet 1911) est une religieuse espagnole fondatrice des Conceptionistes Missionnaires de l'Enseignement, et reconnue sainte par l'Église catholique. Sa fête est le 25 juillet.

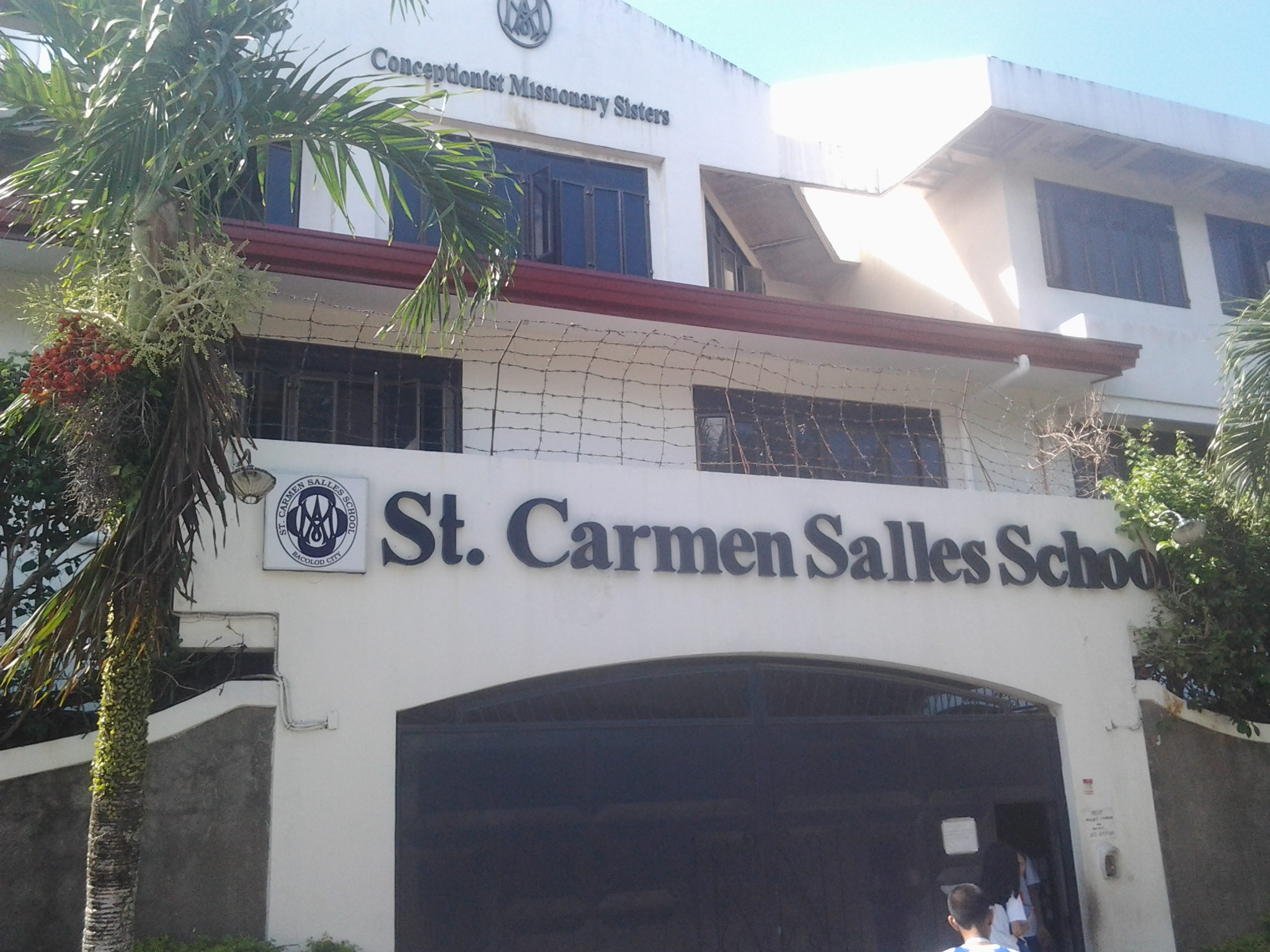
L'école Carmen Sallés à Bacolod, Philippines.

## Biographie
Carmen Salles y Barangueras nait le 9 avril 1848 à Vic. Elle est la deuxième des dix enfants de José Sallés y Vall et Francisca Barangueras y de Planell. En pleine révolution industrielle, son père doit chercher un gagne-pain et conduit sa famille à Manresa où elle étudie au collège de la Compagnie de Marie-Notre-Dame. Elle est fiancée à un jeune espagnol mais rompt l'engagement, et entre au noviciat des Servantes adoratrices du Saint-Sacrement et de la Charité, congrégation vouée à la réhabilitation des victimes de la prostitution. Cette expérience la décide à consacrer sa vie à la formation des femmes.
En 1871, elle intègre les Dominicaines de l'Annonciation, congrégation vouée à l'enseignement des femmes. Pendant 22 ans, elle se consacre à l'éducation dans divers endroits, dirige une école pour que les enfants des travailleuses ne soient pas dans la rue. À Barcelone, elle dirige une école destinée à la classe moyenne et ouvre des cours du soir pour 300 travailleuses. Elle désire que les femmes apprennent plus que les cours élémentaires et les tâches domestiques mais elle est accusée de vouloir remplir de vanité la tête des femmes.
Elle ne veut pas quitter définitivement la congrégation dominicaine mais veut déployer une branche du même arbre, elle est cependant contrainte de prendre un nouveau chemin. Le 15 octobre 1892, Carmen arrive à Burgos avec trois compagnes: Candelaria Boleda, Emilia Horta et Remèdes Pujals. Elle trouve un grand protecteur en la personne de Mgr Manuel Gómez-Salazar y Lucio-Villegas (es), archevêque de Burgos.
Dès le début, elle se consacre à préparer adéquatement les futurs religieuses enseignantes. Elle déploie toute son énergie à la création d'écoles, en 19 ans de travail, elle fonde 13 maisons. Elle meurt à Madrid le 25 juillet 1911 à 63 ans. Elle est béatifiée le 15 mars 1998 par Jean Paul II et canonisée le 21 octobre 2012 par Benoît XVI.